# .hm
.hm је највиши Интернет домен државних кодова (ccTLD) за Херд и Макдоналд острва.